# Vidalita
La vidalita es un estilo musical no bailable característico del folklore de Sudamérica. La vidalita está emparentada y a veces es confundida con la vidala. Ambas son de origen colla y se encuentran muy difundidas en el noroeste argentino, especialmente en las provincias de Catamarca y Tucumán. Fue introducida en Uruguay a comienzos del siglo XIX.
También se denomina vidalita a un palo flamenco andaluz, que se encuadra dentro de los llamados cantes de ida y vuelta como la guajira, la colombiana y la milonga, emparentados con el folclore sudamericano.

## Características
La vidala suele ser más lenta que la vidalita, a la vez que los versos suelen ser amorosos y alegres, pero acompañados de una música triste. En sus versos, muchas veces, la vidalita se caracteriza por intercalar la expresión "vidalita" acentuada en la última sílaba (vidalitá), para producir el efecto de que el cantante le habla a la vidalita.
El musicólogo argentino Carlos Vega distinguió las siguientes diferencias entre la vidala y la vidalita.
|             | Vidalita                             | Vidala                                 |
| Versos      | Octosílabos                          | Hexasílabos                            |
| Pie rítmico | Troqueo (una nota breve y una larga) | Jónico (dos notas breves y dos largas) |

Sin embargo en Uruguay, la vidalita se forma de cuartetas hexasílabas entre las cuales se entremezcla la palabra vidalitá, al final del primer y tercer verso. La estructura de versos podría reducirse a "6A5B6C6A5B6C", tal cual el ejemplo citado por Lauro Ayestarán:
Palomita blanca/
Vidalita/
Pecho colorado;/
Llévale esta carta/
Vidalita/
A mi bien amado.